# 久保田米斎
久保田 米斎（くぼた べいさい、明治7年（1874年）8月18日‐昭和12年（1937年）2月14日）は明治時代から昭和時代にかけての日本画家。

## 来歴
明治7年8月18日、日本画家の久保田米僊の長男として京都府に生まれる。通称は米太郎。世音、米斎、満明、米所などと号した。国民新聞記者となった父とともに上京、始めは原田直次郎に師事して西洋画を学んだ後、橋本雅邦について日本画を習得した。
明治29年（1896年）に日本絵画協会が設立されると実弟の金僊とともにこれに参加、同年の第1回絵画共進会（第3部）に「心機一転」を出品すると二等褒状を受け、明治30年（1897年）春の第2回絵画共進会に「道元和尚」を出品、同年秋の第3回絵画共進会に「晩秋の池」、「稚足媛」を出品、後者が二等褒状を受ける。明治31年（1898年）春の第4回絵画共進会にも「佐保姫」を出品している。その一方、明治29年設立の巽画会、明治31年創立の日本画会にも関係した。また米斎は多趣味な風流人で、演劇や浮世絵などの造詣も深く松竹に入社、舞台装置家としても活躍している。各デパートの呉服部の衣装図案を担当しており、晩年には荏原区中延の自邸に故実研究所を設立、研究を続けた。昭和12年2月14日、64歳で没した。

## 作品
- 「旅順」 絹本著色 六曲一隻押絵貼屏風のうち1面 172.5x84.8cm 豊川稲荷蔵 1905年（明治38年） - 徳富蘆花のベストセラー『不如帰』の5つの場面を、5人の画家が絵画化したもの（第1扇は山岸荷葉による題字）。米斎は第4扇の川島武男が日清戦争で義父の危機を救う場面を担当。元は本郷座による舞台化の際に制作された絵看板だったが、後に本郷座座主・阪田庄太が屏風に仕立て豊川稲荷に奉納された[1]。